# Dedekindsche Zeta-Funktion
Die Dedekindsche Zeta-Funktion eines Zahlkörpers {\displaystyle K} ist definiert als 
{\displaystyle \zeta _{K}(s):=\sum _{\mathfrak {a}}{{\mathfrak {N}}({\mathfrak {a}})}^{-s}}
wobei {\displaystyle {\mathfrak {a}}} die Ideale des Ganzheitsrings {\displaystyle O(K)} des Zahlkörpers {\displaystyle K} durchläuft und {\displaystyle {\mathfrak {N}}({\mathfrak {a}})} deren Absolutnorm ist. Die Reihe {\displaystyle \zeta _{K}(s)} ist absolut und gleichmäßig konvergent im Bereich {\displaystyle \Re (s)\geq 1+\delta } für alle {\displaystyle \delta >0} und es gilt die Produktdarstellung 
{\displaystyle \zeta _{K}(s)=\prod _{\mathfrak {p}}{\frac {1}{1-{{\mathfrak {N}}({\mathfrak {p}})}^{-s}}}},
wobei {\displaystyle {\mathfrak {p}}} die Primideale von {\displaystyle O(K)} durchläuft. Die Zeta-Funktion besitzt eine analytische Fortsetzung auf {\displaystyle \mathbb {C} \setminus \{1\}} sowie einen Pol in {\displaystyle s=1}. 
Die Dedekindsche Zeta-Funktion stellt somit eine Verallgemeinerung der Riemannschen Zeta-Funktion dar, die mit dem Körper der rationalen Zahlen (dessen Ganzheitsring gerade {\displaystyle \mathbb {Z} } ist) korrespondiert.